# Di Morrissey

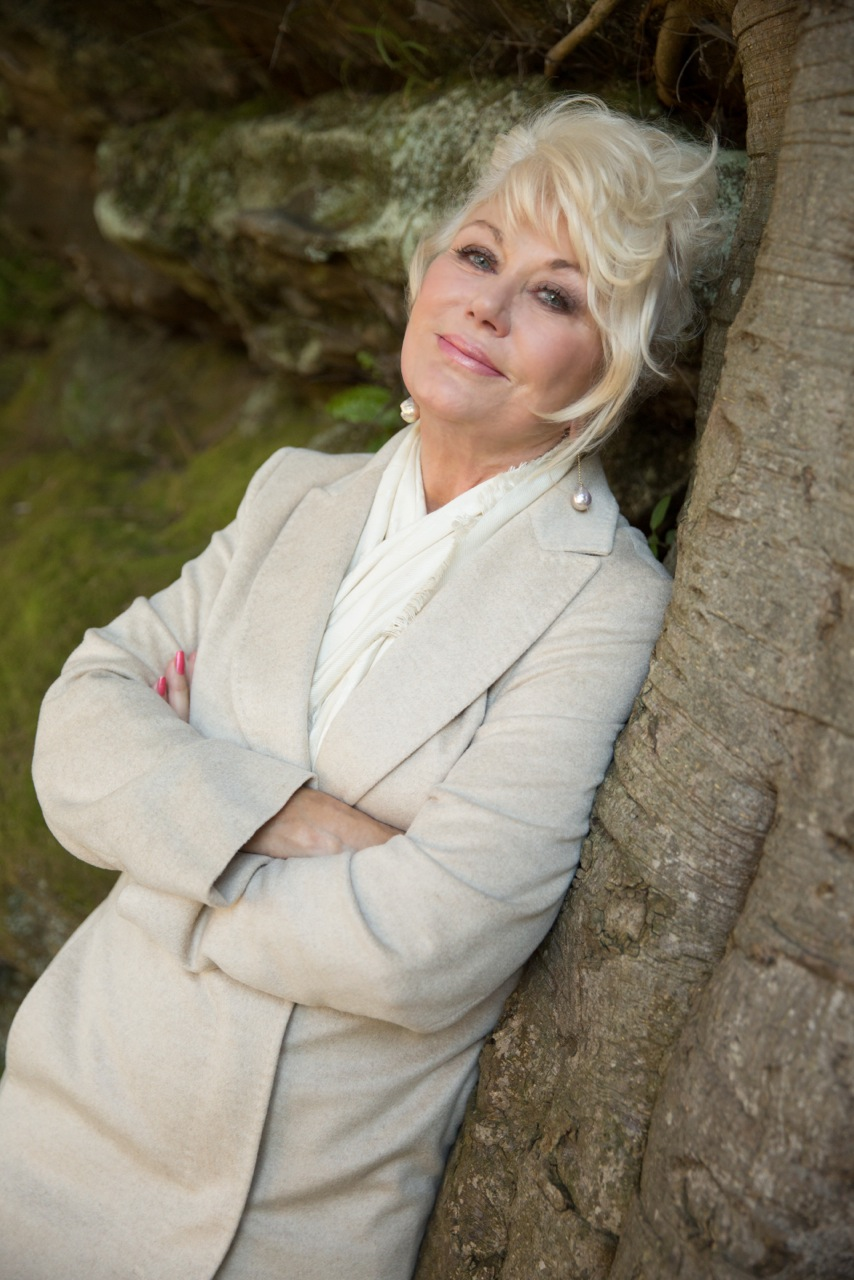
Di Morrissey

Di Morrissey, geb. Grace Diane Cairns (* 18. März 1943 in  Wingham, Australien) ist eine australische Journalistin und Schriftstellerin.

## Leben
Di Morrissey wurde als Tochter von Len Cairns und seiner Ehefrau Kay, geborene Roberts, in Wingham/New South Wales geboren und wuchs in Pittwater nahe Sydney auf. Der Schauspieler und Filmproduzent Chips Rafferty und auch die Dichterin und Romanautorin Dorothea Mackellar lebten in der Nähe der Familie Cairns und ermutigten die junge Di zu ihren ersten Schreibversuchen.
Durch den frühen Tod ihres Vaters und ihres Bruders sah sich ihre Mutter gezwungen, ihren Lebensmittelpunkt vorübergehend nach Los Angeles zu verlegen und nach der Rückkehr nach Australien machte sich Kay Cairns einen Namen in der australischen Film- und Fernsehindustrie.
Di Morrissey absolvierte ein Volontariat beim Verlag Australian Consolidated Press, um anschließend bei der Daily-Mail-Group in London als Journalistin zu arbeiten.
Durch ihre Heirat in den späten 1960er Jahren mit dem US-Amerikaner Peter Morrissey, der für das US-Außenministerium arbeitete, lebte sie auf Hawaii und arbeitete dort als Fernsehmoderatorin. Innerhalb der nächsten zwölf Jahre wurde ihr Mann in Singapur, Thailand, Japan, Indonesien und Guyana eingesetzt, wo sie mit ihm und ihrer Tochter Gabrielle lebte.
Schließlich kam es zur Trennung und Di Morrissey kehrte nach Australien zurück und arbeitete erneut als Fernsehmoderatorin zum Thema Zeitgeschehen bei Good Morning Australia. 1989 verließ sie den Sender und zog nach Byron Bay, um dort ihren ersten Roman Heart of the dreaming zu schreiben, der 1991 veröffentlicht wurde.
Inzwischen erschienen mehr als 30 Bestseller, von denen etwa die Hälfte ins Deutsche übersetzt wurden.

## Rezeption
Morrisseys Romane gelten als spannend, sind mit geschichtlichen und regionalen, meist australischen Hintergründen verknüpft und transportieren Emotionen. Familiengeschichten fungieren häufig als Handlungsträger.

## Ehrungen
- 2017 wurde Morrissey in die Hall of Fame der Australian Book Industry Awards (ABIA) aufgenommen.
- 2019 wurde sie Mitglied des Order of Australia (AM).

## Werke
Auf Deutsch sind erschienen:
- Späte Heimkehr, Augsburg 2001
- Der Duft der roten Erde, Augsburg 2001
- Folge dem Morgenstern, Augsburg 2001
- Der Gesang des Wasserfalls, Augsburg 2003
- Die Korallentaucherin, Augsburg 2009
- Die Perlenzüchterin, Augsburg 2010
- Der Duft der Mondblume, München 2011
- Im Licht der roten Erde, München 2011
- Das Dornenhaus, München 2012
- Das Leuchten der Orchideen, München 2013
- Die Blüten der Wüste, München 2015
- Im Land der goldenen Tempel, Augsburg 2015
- Im Licht der Korallenblüte, München 2017
- Himmel über roter Erde, München 2019